# Elektromagnes

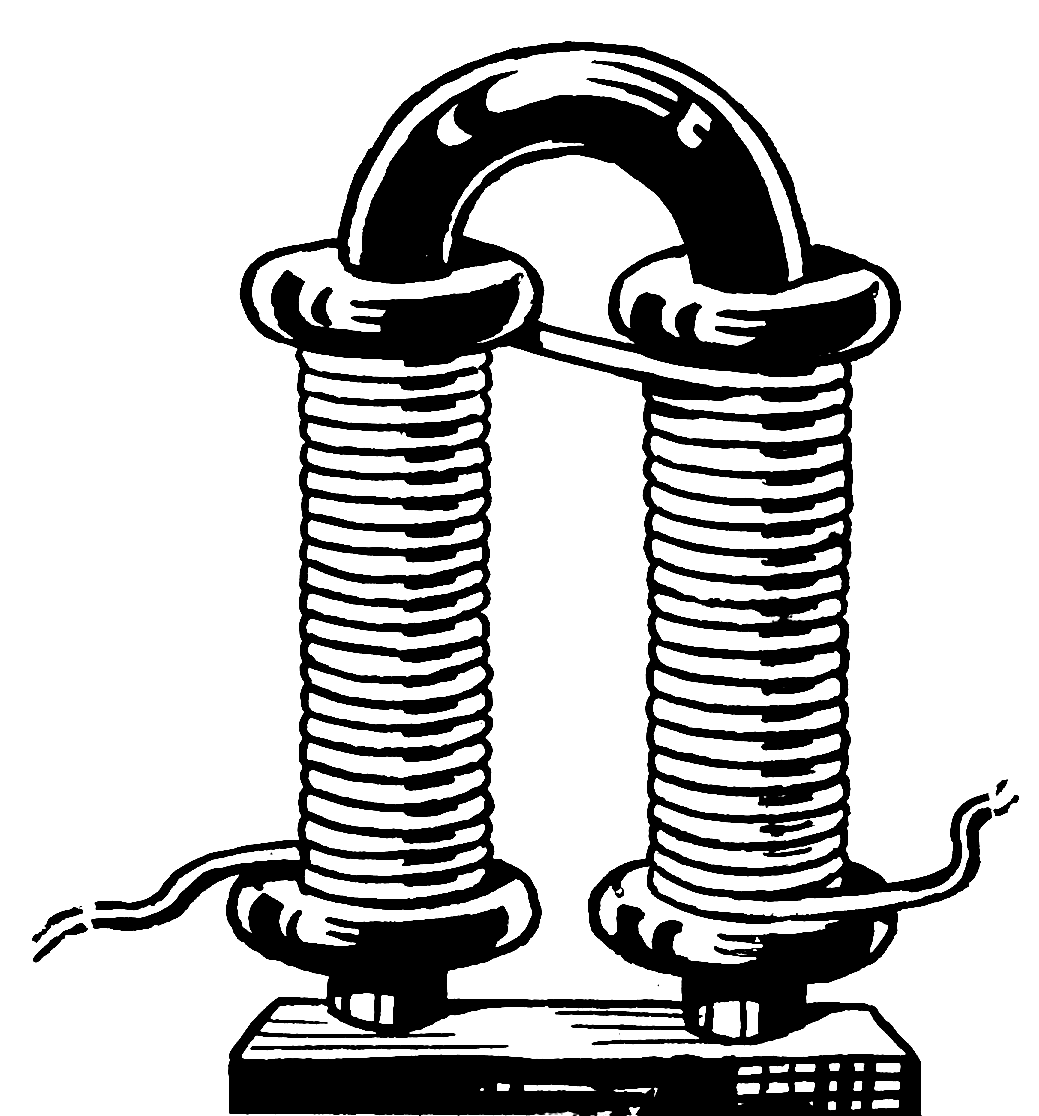
Model prostego elektromagnesu

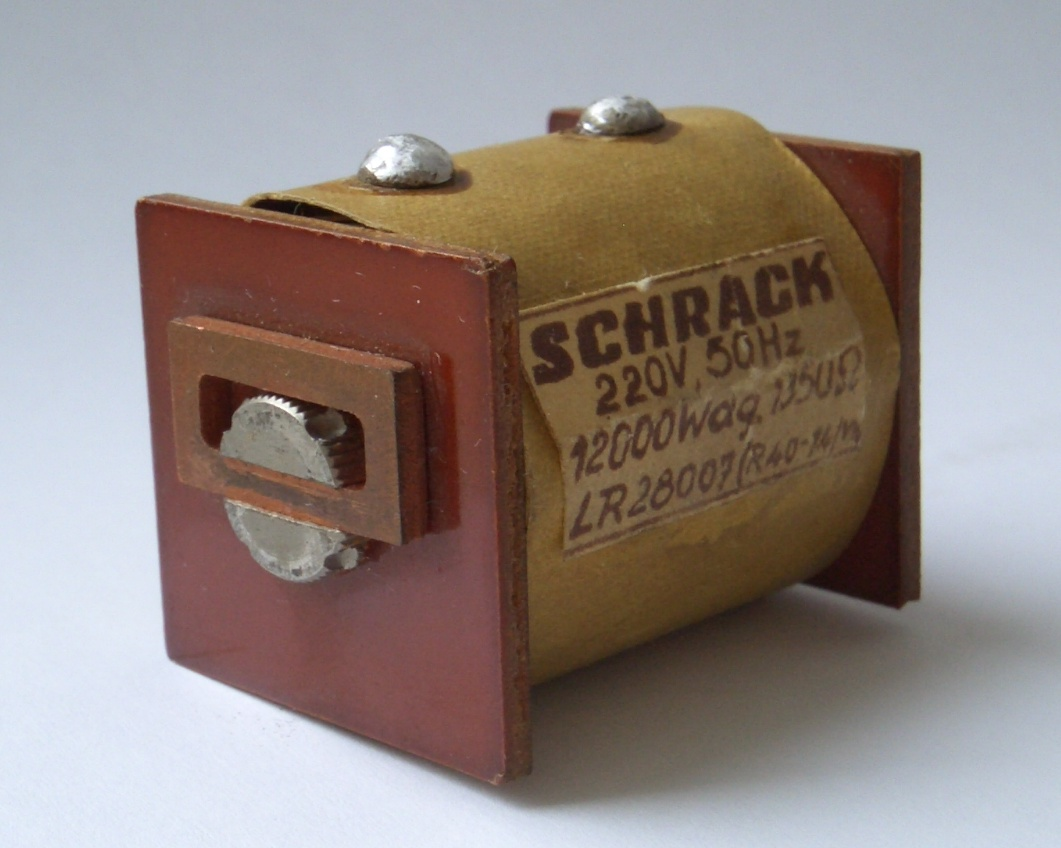
Elektromagnes przekaźnika sterowanego prądem przemiennym. Z lewej strony uzwojenie zwarciowe obejmujące część rdzenia.

Elektromagnes – urządzenie wytwarzające pole magnetyczne w wyniku przepływu przez nie prądu elektrycznego.
W 1820 r. André Ampère postawił hipotezę, wedle której za pomocą cewki z prądem elektrycznym można namagnesować igłę żelazną, co zweryfikował François Arago. Pierwszy elektromagnes zbudował William Sturgeon w 1825 roku, owinął on kawałka żelaza w kształcie podkowy żelaznej sztabki izolowanym drutem. W czasie przepływu prądu elektrycznego układ ten stawał się silnym magnesem. Magnes o wadze 7 uncji (ok. 200 gramów) był w stanie utrzymać 9 funtów (ok. 4 kilogramy) żelaza przy użyciu prądu z jednego ogniwa.
Elektromagnes zbudowany jest z cewki nawiniętej zazwyczaj na rdzeniu ferromagnetycznym z otwartym obwodem magnetycznym, zwiększającym natężenie pola magnetycznego w części otoczenia zwojnicy. Pole magnetyczne wytwarzane przez elektromagnes wzrasta przy wzroście natężenia prądu elektrycznego płynącego przez cewkę. Pole magnetyczne zanika, gdy prąd przestaje płynąć.
Rozróżnia się elektromagnesy prądu stałego i przemiennego, oraz obojętne i spolaryzowane. W elektromagnesie spolaryzowanym strumień magnetyczny jest wytwarzany nie tylko przez prąd roboczy, ale też przez magnes lub dodatkową cewkę.
W elektromagnesie prądu przemiennego pole magnetyczne zmienia się w takt zmian natężenia prądu. Siła przyciągania przez zmienne pole magnetyczne rdzenia z miękkiego ferromagnetyka zmienia się od zera do wartości maksymalnej z częstotliwością dwa razy większą niż natężenie prądu. By zapewnić ciągłość przyciągania, część rdzenia obejmuje się zworką z przewodnika pełniącą rolę cewki zwartej, w której płynie prąd przemienny przesunięty w fazie względem prądu magnesującego.
Obecnie najsilniejsze elektromagnesy buduje się przy użyciu cewek nadprzewodzących. Są one wykonane z materiałów zwanych nadprzewodnikami, niewykazujących oporu elektrycznego w bardzo niskich temperaturach (bliskich zera bezwzględnego). Fizycy szukają tanich nadprzewodników wysokotemperaturowych, co może spowodować rozpowszechnienie elektromagnesów nadprzewodzących. Przełomem, ze względu na możliwość zastosowań technicznych, było uzyskanie (w roku 1987) efektu nadprzewodnictwa w temperaturze powyżej temperatury wrzenia ciekłego azotu. Granica efektu nadprzewodnictwa, którą udało się osiągnąć, sięga 140 K i ciągle, dzięki nowym odkryciom, jest podwyższana.

## Zastosowanie
- Maszyny elektryczne
  - silnik elektryczny
  - prądnica

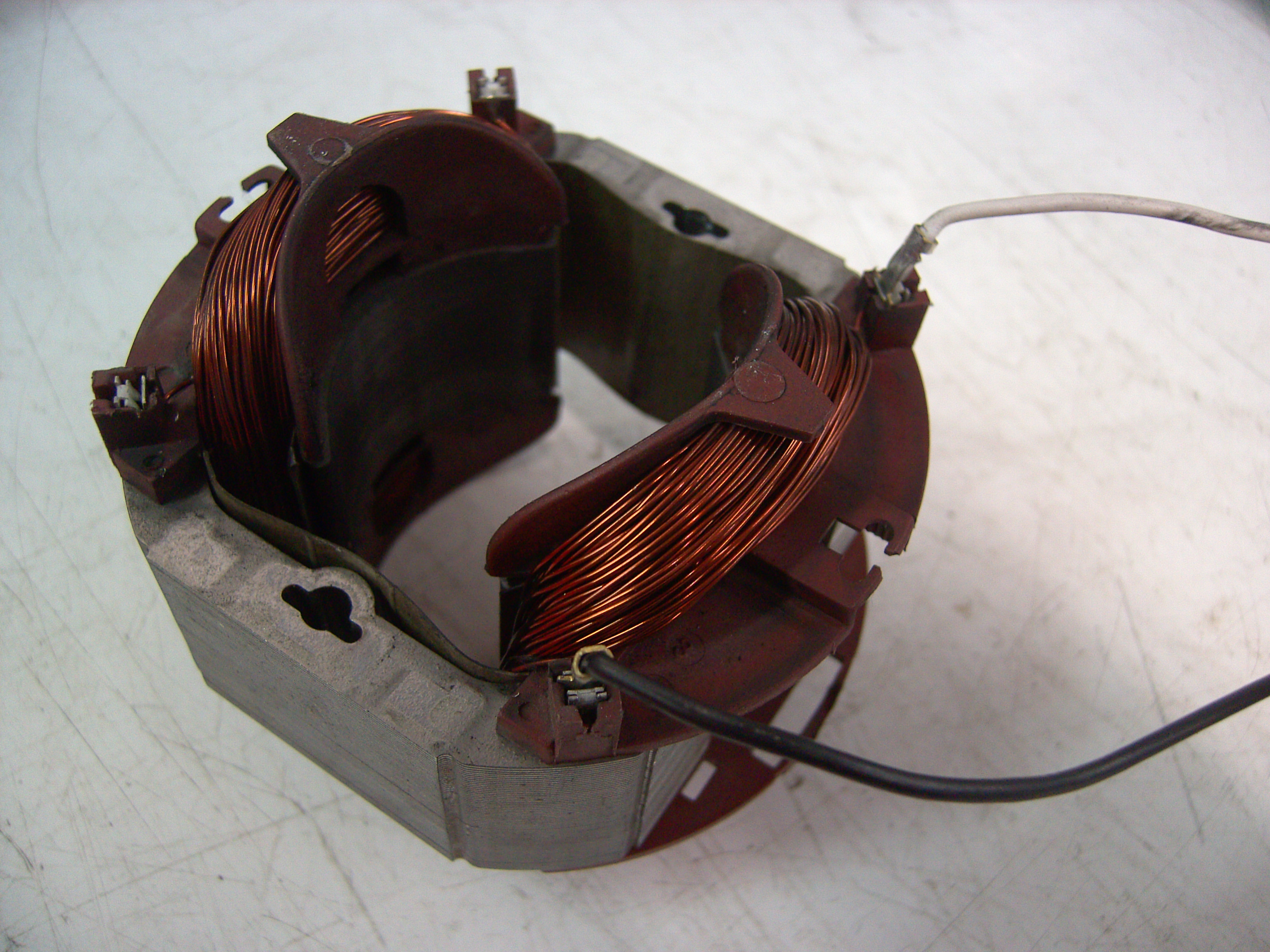
Elektromagnes statora silnika elektrycznego

Zasada działania dzwonka elektrycznego

- głośnik, dzwonek elektryczny, przekaźnik, stycznik itp.
- kolej magnetyczna
- urządzenia wykorzystujące jądrowy rezonans magnetyczny
- dźwig elektromagnetyczny
  - huty (przenoszenie złomu żelaznego)
  - stocznie (transport blach stalowych)
  - hale (utrzymywanie ciężkich części stalowych)
- akcelerator kołowy
- lampa kineskopowa
- instalacje alarmowe w budynkach
- zamki

W dzwonku elektrycznym po włączeniu prądu elektromagnes przyciąga młoteczek do dzwonka. Ruch młoteczka przerywa obwód elektryczny i sprężynujący młoteczek powraca do poprzedniej pozycji. Wówczas prąd zaczyna znowu płynąć i sytuacja się powtarza. Dzwonek dzwoni tak długo, aż prąd zostanie wyłączony.
Elektromagnesy są używane w składnicach złomu do segregacji i transportu złomu żelaznego. Po wyłączeniu prądu pole znika i wtedy unoszony ładunek spada. Służą także do utrzymywania stalowych i żeliwnych elementów poddawanych obróbce mechanicznej.